# Marte R. Gómez (Sonora)
Marte R. Gómez, también llamado Tobarito, es un pueblo perteneciente al municipio de Cajeme, ubicado en el sur del estado mexicano de Sonora, en la región del Valle del Yaqui, a 9 kilómetros de la cabecera municipal, Ciudad Obregón. El pueblo es una de las cinco comisarías en las que se subdivide el municipio.
Según los datos del Censo de Población y de Vivienda realizado en 2020 por el Instituto Nacional de Estadística y Geografía (INEGI), Marte R. Gómez tiene un total de 8473 habitantes.

## Historia
Los primeros en llegar a Marte R. Gómez en el año de 1946, con sus familias fueron personas humildes que decidieron formar su patrimonio en esta comunidad, primeramente conocida como ejido.

## Equipamiento educativo
La colonia Marte R Gómez, cuenta con la educación básica y medio superior, que van desde preescolar hasta un Centro de Bachillerato, tanto pública como privada.
Además de ello cuenta con dos guarderías, para atención aquellos niños de madres trabajadoras, una de ellas es del DIF y otra del programa SEDESOL.
- Educación Preescolar: Jardín de niños Federico Frobel, Jardín de Quetzlcoatl, Jardín de niños Profa. Isabel Ramírez Rivera , Jardín de niños Margarita Coss de Lamarque
- Educación Primaria :Ford 122 Benito Juárez, Juan de Dios Terán Enríquez, 23 de octubre, Profa. Isabel Ramírez Rivera
- Educación Secundaria: Secundaria Técnica n.º 22 EMILIO MELGOZA SOLORIO.
- Educación media superior: Centro de Bachillerato Tecnológico Agropecuario n.º 38, Sistema abierto (CBTA 38).

Aquellos jóvenes que desean continuar con su educación superior, tiene la opciones de asistir a las diferentes Universidades e Institutos situados en el municipio o fuera de él.
A escasos dos kilómetros a oriente se encuentra el Universidad Tecnológica del Sur de Sonora, o pueden asistir al Instituto Tecnológico del Valle del Yaqui, a través de los transportes especiales prestadas a los estudiantes.

## Personalidades importantes
El ciudadano profesor Rosalío Sandoval Robles, quien fungió como director y educador de la escuela primaria 23 de Octubre desde la década de los 70's hasta el año 2007. Además de ser precursor de los derechos de los habitantes de la localidad buscando siempre el beneficio de todos en común. Hoy por hoy vive en el lugar con su familia.

## Servicios
Comisaría, se cuentan con los servicios básicos como son: agua potable, alcantarillado, recolección de basura, servicio de energía eléctrica, teléfono residencial y comercial, internet, servicio de televisión por cable, transporte público.

## Comercio
Los comercios más concurridos son los expendios, ubicados en la calle principal del poblado, que si bien es para el beneficio de la comunidad y de las personas que acostumbran transitar por ella.
Los comercios predominantes dentro son la venta de los tradicionales Hot Dogs, tacos de carne asada, pollos asados, cahuamanta y cocina económica.
Además de ello cuenta con otros comercios como son: venta de materiales, ferreterías, boticas, papelerías, viveros, entre otros.
Para la degustación se cuenta con una paletería, una panadería y una refresquería, localizadas en el primer cuadro de la comunidad.

## Deportes
Se cuenta con algunos equipos que participan en ligas municipales tal es el caso del fútbol, basquetbol y béisbol principalmente, cabe mencionar que anteriormente se organizaban torneos de basquetbol, pero desde hace algunos años la actividad de ese deporte ha disminuido drásticamente, en gran parte porque bajo apoyo que se ha recibido por parte de las autoridades en cuanto a las instalaciones deportivas existentes, las cuales cuentan con gran deterioro.

## Enlace municipal
Debido a que forma parte del municipio de Cajeme, cuenta con una Comisaría municipal, en donde se pueden realizar diversos trámites para servicio de la ciudadanía, además de una oficina de OOMAPASC, para realizar el pago de los diversos servicios como son el agua potable y alcantarillado. 

## Centros religiosos
- Parroquia de San Isidro Labrador, templos de Testigos de Jehová, Iglesia Apostólica o Iglesia Gentil de Cristo, entre otras.